# کرک دیتون
کرک دیتون (به انگلیسی: Kirk Deighton) یک روستا و محله مدنی در بریتانیا است که در بخش هروگت واقع شده‌است. کرک دیتون ۴۸۴ نفر جمعیت دارد.